# 田巴
田巴，戰國時齊國辯士。《尚史》說田巴辯於徂丘、議於稷下。毁五帝、罪三王、服五伯、離堅白、合同異，一日能服千人。魯仲連12歲時以「國亡在旦夕，先生奈之何？若不能者，先生之言有似梟鳴，出城而人惡之」勸之，遂不復談。